# 202
202是201與203之間的自然數。

## 在數學中
- 合數，正因數有1、2、101和202。
質因數分解為{\displaystyle 2\times 101}。
- 虧數，真因數和為104，虧度為98。
- 不尋常數，大於平方根的質因數為101。
- 第64個半質數。前一個為201、下一個為203。
- 無平方數因數的數。
- 十进制的奢侈數。
- 第9個十进制的史密夫數。前一個為166、下一個為265。
- 迴文數
- 史密夫数

## 其他領域
- HTTP狀態碼202
- E编码202
- 基隆市中正區的郵遞區號
- Peugeot 202，標緻汽車的歷史車款
- 九龍巴士202線